# Feldsteinkirche Trebel
Die Feldsteinkirche Trebel ist eine evangelisch-lutherische Kirche in Trebel im niedersächsischen Landkreis Lüchow-Dannenberg. Die Kirchengemeinde gehört zum Kirchenkreis Lüchow-Dannenberg innerhalb der Landeskirche Hannover. Sie ist eine Patronatskirche und gehört zu den ältesten Kirchen im Sprengel Lüneburg.

## Lage
Die Kirche liegt inmitten eines weitläufigen Friedhofs auf einem flachen breiten Hügel, der sich auf allen Seiten mit einer niedrigen Stufe deutlich aus seiner Umgebung hervorhebt.

## Geschichte
Die Kirche wurde im 12. Jahrhundert von Mönchen des Klosters Diesdorf aus der angrenzenden Altmark erbaut. Das Baumaterial wurde auf Karren aus der Umgebung herangeschafft. Für die Mauern wurden aus dem Elbtal stammende Feldsteine verbaut, die von beachtlicher Größe sind. Das mittelalterliche Dach der Kirche wurde 1649 neu eingedeckt. Aufgrund minderwertigen Materials wurde das Dach 1721 erneuert.
Seit 1694 unterstand die Kirche dem vom Bernstorffschen Patronat. 1798 wurde das Pfarrhaus, ein frühes Beispiel der Abkehr vom Hallenhaus, neben der Kirche erbaut. Abgetragen wurde altes Ziegelmauerwerk aus dem Bereich zwischen den beiden Feldstein-Westecken.
Eine Instandsetzung des Westgiebels der Kirche erfolgte nach dem Zweiten Weltkrieg. 1963 stellte sich bei der Entfernung der ersten Mauerschicht heraus, dass das Balkenwerk, welches den Turm und den Glockenturm trug, verfault war, was die Instandsetzungsarbeiten verlängerte. Die Ziegel auf dem Boden der Kirche stammen aus dem 17. Jahrhundert. Mit Handstrichsteinen wurde der Westgiebel neu ausgeführt und ist noch heute so zu sehen wie damals. Die Kirche wurde im Jahre 2000 komplett renoviert. Das Gewölbe und die Decke wurden neu gestrichen und die blaue Farbe von den Bildern am Altar entfernt. Die Orgel wurde komplett ausgebaut und für 1 Million DM in der Jürgen Ahrend Orgelbau restauriert; zudem wurden Belüftungen unterhalb der Orgel angebracht.

### Nutzung
Früher war die Kirche eine Wehrkirche, die keine Fenster hatte und in der sich die Menschen mit ihrem Hab und Gut versteckten. Heute wird sie für Gottesdienste, Konzerte, Trauungen, Konfirmationen und für Beerdigungen genutzt.

## Architektur
Die Kirche ist 35 m lang und 20 m breit. Der Bau ist unverhältnismäßig breit und besitzt über einen Meter starke Mauern. Die Kirche hat einen imposanten, rundlichen östlichen Chorabschluss, der sich auf einer Anhöhe erhebt.
Im Inneren tragen zwei Reihen hölzerne Stützen die U-förmige Empore. Der Raum wird nach oben von einer Flachdecke mit Voluten abgeschlossen.

### Kirchturm

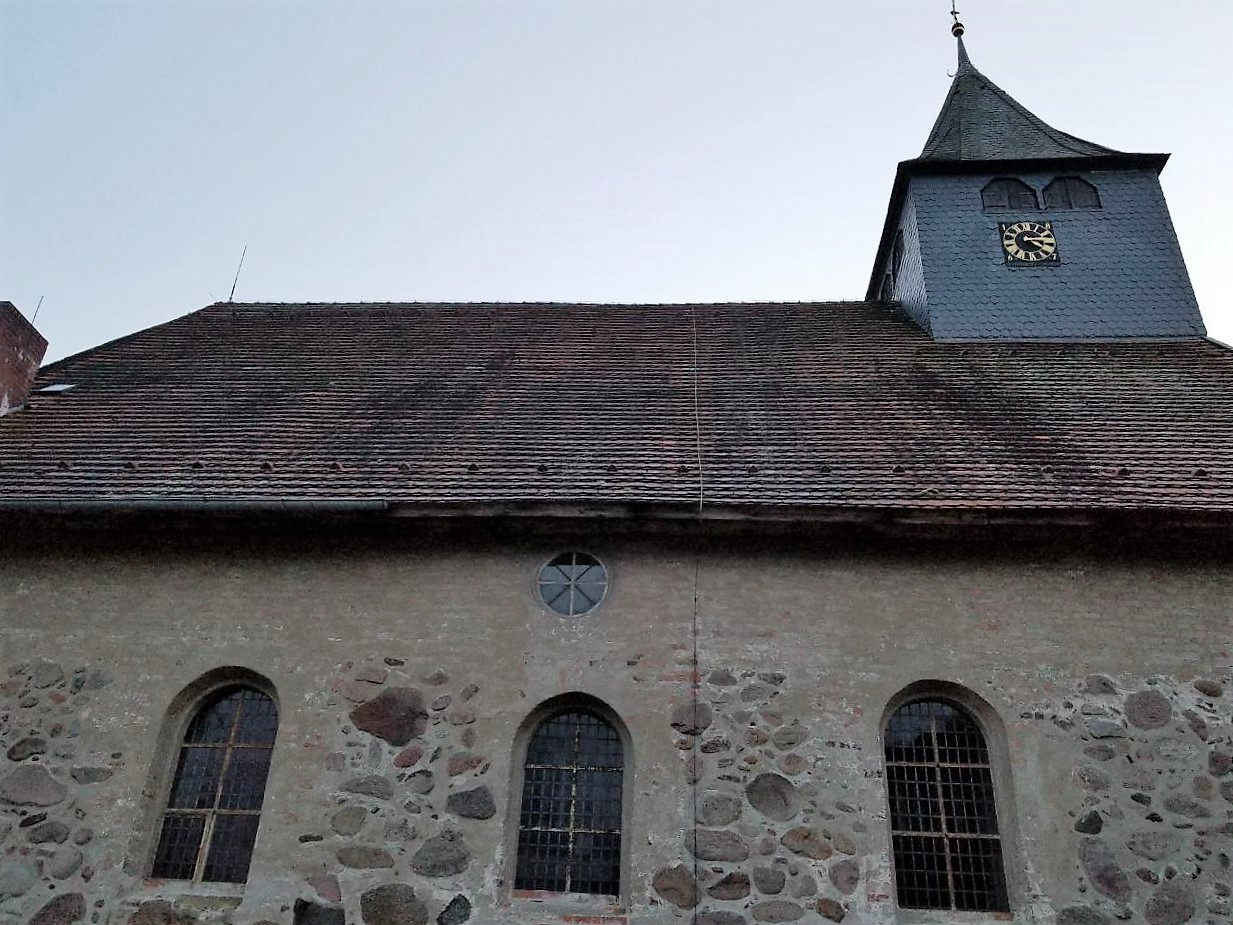
Nordseite der Kirche

Der erste 1626 erbaute Kirchturm aus Fachwerk mit Ritterdach befand sich westlich an der Kirche. Er war 24 m hoch und 5,8 m breit. Als er baufällig wurde, riss man ihn ab und errichtete von 1750 bis 1753 einen Dachreiter. Ein neuer Glockenturm aus starken Eichenpfählen wurde in den Westteil der Kirche eingebaut und dessen Westseite durch eine Ziegelmauer verblendet. Insgesamt 5850 Mauersteine wurden verwendet bzw. wiederverwendet. Die Höhe des Turmes beträgt heute 30 Meter.

## Ausstattung
Das Lesepult der Kirche stammt aus dem 17. Jahrhundert. Der Kanzelaltar wurde im Jahre 1717 von Tischler Gödecke aus Tobringen gebaut. Die Frontbemalung, welche der Maler Brand aus Lüneburg schuf, ist aus echtem Dukatengold.
Den Altar schmückt ein Bildnis des Abendmahls, die Altarleuchter stammen aus dem Jahre 1650. Über dem neu aufgearbeiteten zentralen Altarbild stellen weitere Bilder den Leidensweg Jesu dar. Das erste zeigt das Gebet im Garten Gethsemane, das zweite Jesus vor Pilatus, das dritte Jesu Kreuzigung, das vierte die Grablegung und das fünfte und letzte Bild Jesu Auferstehung. Unter den Bildern sind die jeweils zugehörigen Bibelstellen angegeben. Über den Bildern befindet sich die Inschrift: „Ehre sei Gott in der Höhe“, dies bezieht sich auf Lukas (Lk 2,14 ).
Die Sitzbänke stammen wie die Patronatsbank der Grafenfamilie Bernstorff aus dem 17. Jahrhundert. Erhalten sind weiter die Kirchenvorstandsbank und Pastorenbank. Die originalen, runden Fenster stammen aus einer Zeit vor 1700, die großen, quadratischen Fenster aus dem 17. Jahrhundert.

## Orgel

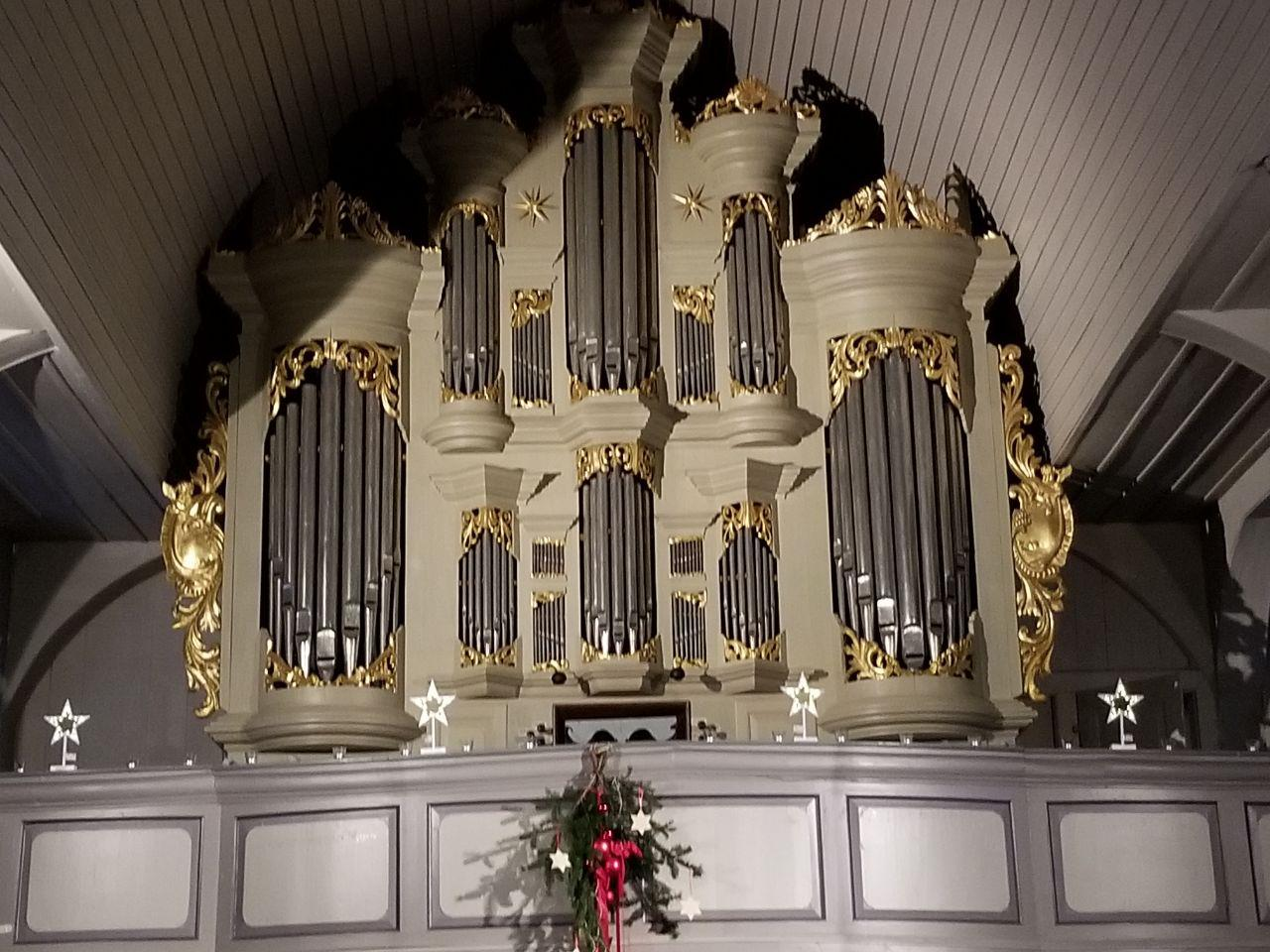
Orgelprospekt

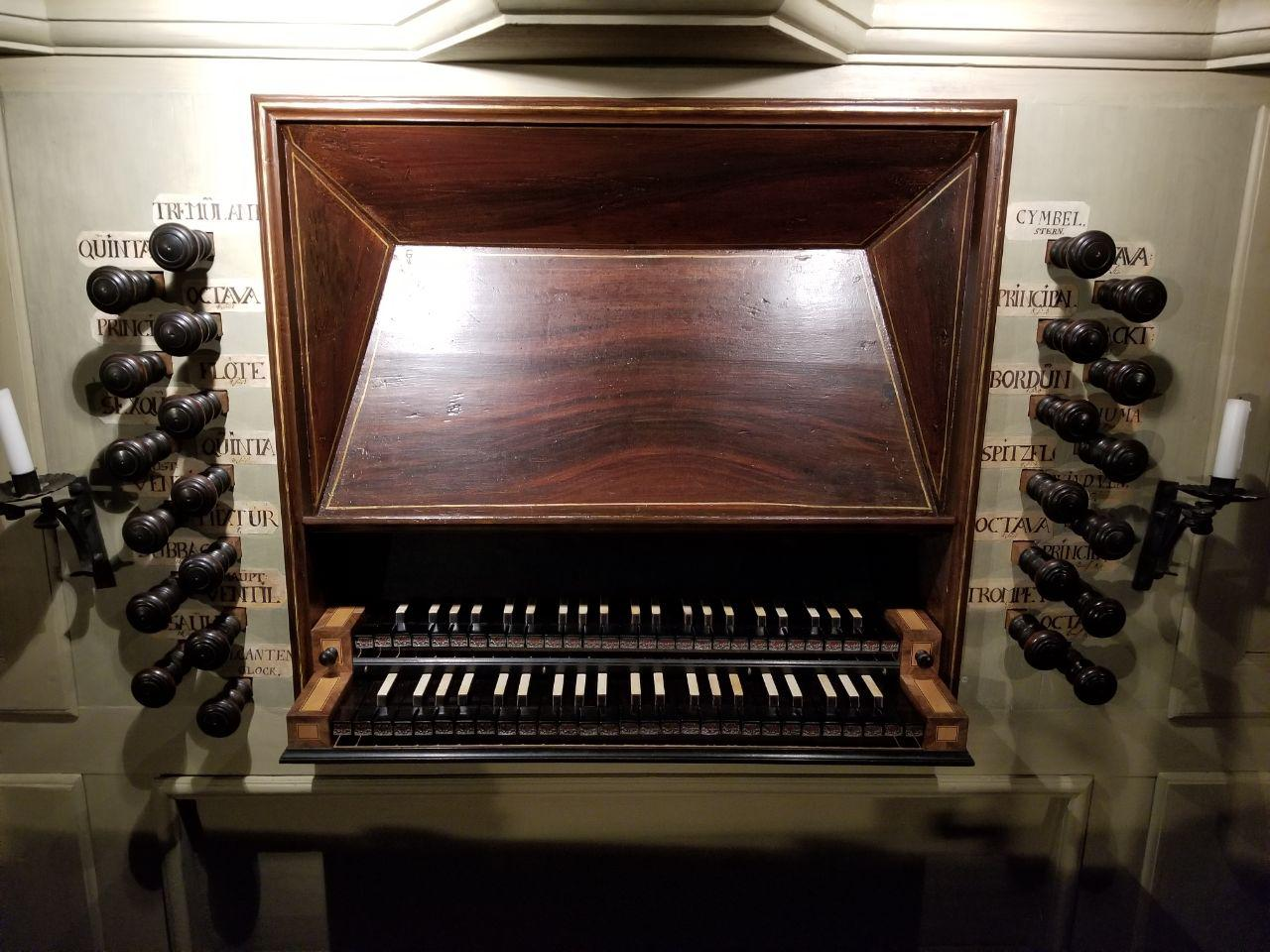
Spieltisch der Orgel

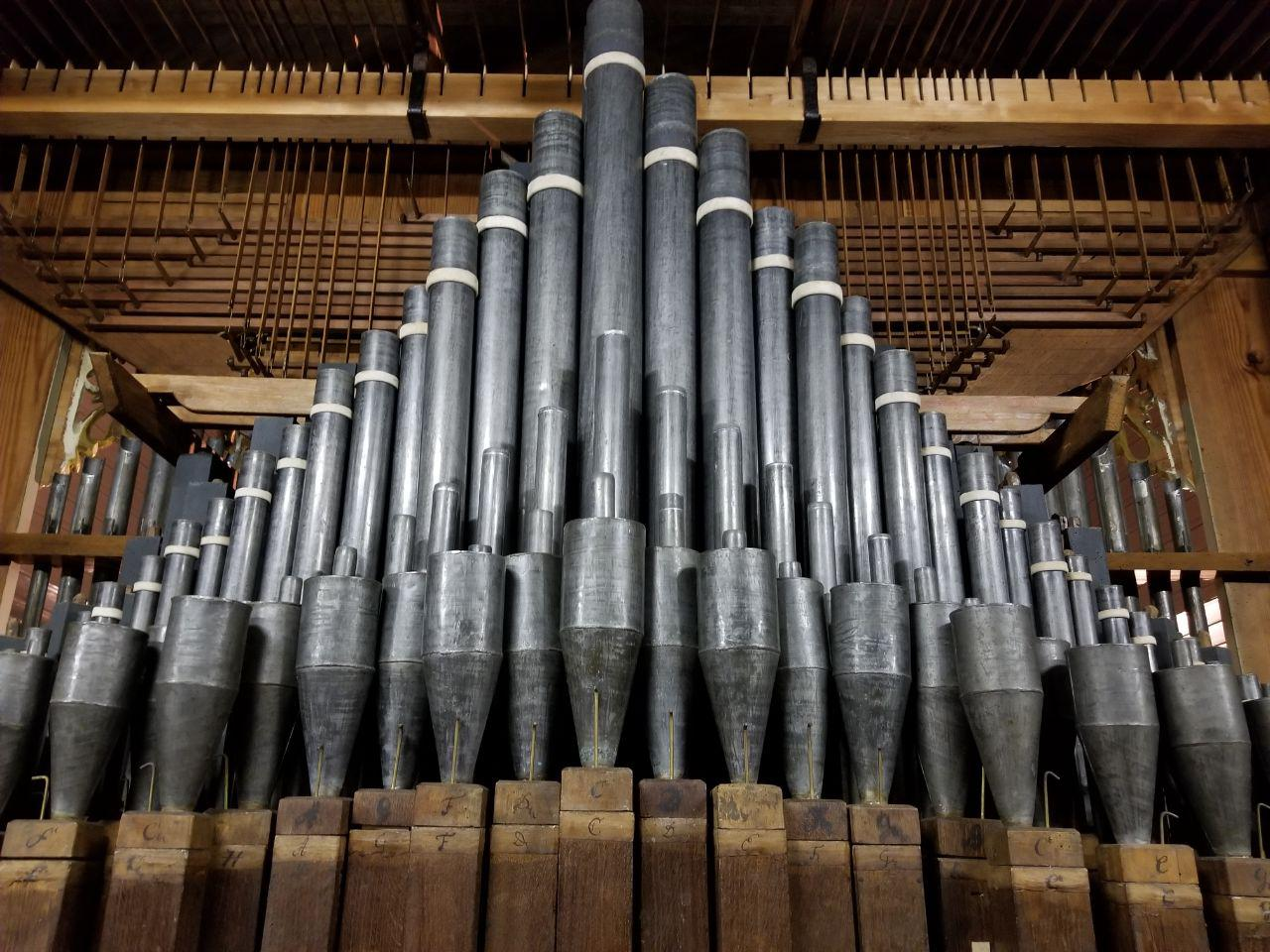
Pfeifen der Johann-Georg-Stein-Orgel

Die Orgel wurde von 1775 bis 1777 vom Orgelbaumeister Johann Georg Stein gebaut. Sie wurde seither nie umgebaut oder verändert. Sie ist ein bedeutendes Zeugnis der thüringischen Orgelbaukunst in Norddeutschland und die einzige und vollständig erhaltene zweimanualige Orgel von Stein. Ein etwa halb so großes Schwesterinstrument mit einem Manual steht in Warlitz bei Hagenau. 2000/2001 erfolgte eine Restaurierung durch Jürgen Ahrend Orgelbau nach strengen denkmalpflegerischen Grundsätzen. Die Disposition der Orgel lautet wie folgt:
| I Brustwerk CD–c3 |      |            |
| Gedackt           | 8′   | [ Anm. 1 ] |
| Quintatön         | 8′   | [ Anm. 2 ] |
| Principal         | (4′) | [ Anm. 3 ] |
| Octava            | (2′) | [ Anm. 2 ] |
| Sexqualt II       |      | [ Anm. 4 ] |
| Vox Humana        | 8′   | [ Anm. 5 ] |

| II Hauptwerk CD–c3 |         |            |
| Principal          | 8′      | [ Anm. 6 ] |
| Bordun             | 8′      | [ Anm. 1 ] |
| Flöte [trav.]      | 8′      | [ Anm. 7 ] |
| Octava             | 4′      | [ Anm. 2 ] |
| Spitzfl[öte]       | 4′      | [ Anm. 2 ] |
| Quinta             | 3′      | [ Anm. 2 ] |
| Octava             | 2′      | [ Anm. 2 ] |
| Mixtur IV          | (1 ⁄3′) | [ Anm. 4 ] |
| Trompet            | 8′      | [ Anm. 5 ] |

| Pedal CD–c1   |     |            |
| Subbas        | 16′ | [ Anm. 1 ] |
| PrincipalBass | 8′  | [ Anm. 8 ] |
| OctavaBass    | 4′  | [ Anm. 2 ] |
| Posaun        | 16′ | [ Anm. 9 ] |

- Koppel: I/II (Schiebekoppel)
- Sperrventile: Hauptventil, Brustventil, Windablass
- Tremulan(t), Calcantenglock(e), Cymbelstern
- Vier Keilbälge, davon können zwei mit Motorwind gespeist werden. Alle Bälge sind zum Treten eingerichtet.
- Winddruck: 71,5 mmWS
- Stimmtonhöhe: 476 Hz bei 17,5 Grad Celsius, Temperierung nach Neidhardt I

Anmerkungen
1. 1 2 3  Holz.
2. 1 2 3 4 5 6 7  Metall.
3. ↑  C–h1 Prospekt, Metall verzinnt.
4. 1 2  Metall (C: 1 1⁄3′ + 4⁄5′; c1: 2 2⁄3′ + 1 3⁄5′).
5. 1 2  Metallbecher.
6. ↑  C–E innen gedeckt,F–dis2 Prospekt, Metall verzinnt.
7. ↑  C–H gemeinsam mit Bordun 8′, ab c Holz offen.
8. ↑  C–fis Prospekt, Metall verzinnt.
9. ↑  Holzbecher.

## Glocken
Zuerst hatte die Kirche keinen Glockenturm, deswegen waren die ersten Glocken im Dachstuhl über dem Altar an der Ostseite untergebracht. Die älteste Glocke, welche heute zum Gebet ruft, trägt die Inschrift: „Die 10 Dörfer des Kirchspiels Trebels haben die Glocke umgießen lassen im Jahre 1815 in Hamburg.“
Im Jahre 1905 wurde eine neue Glocke angeschafft, diese und die Glocken der Uhr wurden im Ersten Weltkrieg eingeschmolzen. 1927 wurde eine neue Glocke eingeweiht, diese sowie eine 600 Jahre alte Glocke wurden Opfer des Zweiten Weltkrieges.
Neben der Glocke von 1815 sind heute noch zwei Glocken vorhanden, diese wurden 1970 in Bremen Hemelingen gegossen und waren zu Weihnachten 1970 das erste Mal zu hören.

## Turmuhr
Der alte Turm hatte 1706 eine Turmuhr bekommen. Das Uhrwerk, das heute die Zeiger auf dem Ziffernblatt von 1867 bewegt, wurde 1901 aus Mitteln der gräflichen Bernstorffschen Stiftung bezahlt. Den Auftrag, dieses Uhrwerk zu bauen, bekam die Firma J. F. Weule aus Bockenen im Harz. Die Kosten betrugen 1227 Reichsmark.

## Umgebung

### Kriegerdenkmal
Das Kriegerdenkmal vor der Kirche, aus südlicher Himmelsrichtung gesehen, erinnert an die Gefallenen des Deutsch-Französischen Krieges 1870–1871, des Ersten Weltkriegs 1914–1918 und des Zweiten Weltkriegs 1939–1945. Die Inschrift lautet: „Ich lebe und ihr sollt auch leben. Joh 14,19.“ Unter dem Bibelvers steht: „Ihren gefallenen Söhnen die Gemeinden des Kirchspiels Trebel.“ Direkt am Kirchengebäude steht ein Stein mit Kruzifix und unter diesem knien eine Frau und ein Soldat. Der Stein war ursprünglich an der Vorderseite des Kriegerdenkmales angebracht.

### Wegkreuz
Am Ende des Weges des Friedhofes steht ein Kreuz. es wurde bei der Umgestaltung des Friedhofes an diesen Platz gestellt. Das gusseiserne Kreuz auf einem Sandsteinsockel trägt die Aufschrift: „Jeremia 31,3 Ich habe dich je und je geliebt, darum habe ich dich zu mir gezogen aus lauter Güte“.

### Friedhof
Ein um 1947 errichtetes Kreuz am Eingang trägt die Aufschrift „Christus ist unser Friede“. Der Friedhof ist umweltbewusst gestaltet, es gibt Blühstreifen, Obstbäume, Beerensträucher und auch Gemüse wird angebaut.

## Sonstiges
In der Kirche finden Konzerte statt, unter anderem die Orgelnacht. Der Gemeindeverbund setzt sich aus Trebel, Gorleben, Woltersdorf, Lanze, Prezelle und Lomitz zusammen.